# یرسینیا پستیس
یـِرسینیا پستیس (Yersinia pestis) باکتری‌ای از سرده‌ٔ یرسینیا است که عامل بیماری طاعون می‌باشد. این باسیل در سال ۱۸۹۴، هنگام همه‌گیری هنگ‌کنگ، توسط الکساندر یرسین، باکتری‌شناس سوئیسی-فرانسوی که برای انستیتو پاستور کار می‌کرد کشف شد.
یرسینیا پستیس ابتدا پاستورلا پستیس نامیده شد و در سال ۱۹۶۷ به افتخار یرسین تغییر نام پیدا کرد.
این باکتری گرم منفی در لولهٔ گوارشی کک‌ها دیده می‌شود، و باعث بسته شدن آن می‌شود. بنابراین کک مجبور می‌شود تا برای رفع گرسنگی خود بیشتر نیش بزند. آنگاه باکتری‌ها از طریق نیش وارد بدن جانور دیگر شده و به این ترتیب باعث شیوع بیماری می‌شوند. کک‌ها معمولاً به جوندگان، به خصوص موش‌ها حمله می‌کنند، ولی درصورتی که تعداد این جانوران به علت ابتلا به طاعون کم شود، جانور دیگری از جمله انسان را میزبان قرار می‌دهند. نقش موش‌ها در شیوع همه‌گیری‌های بزرگ طاعون در طول تاریخ بسیار مهم بوده است.